# Бірківський заказник
Бірківський — гідрологічний заказник місцевого значення. Об'єкт розташований на території Любешівського району Волинської області, на північ від с. Бірки.
Площа — 850 га, статус отриманий у 1985 році. Входить до складу національного природного парку «Прип'ять-Стохід».
Охороняється болотний масив в заплаві р. Прип'ять, у рідколіссі зростають рідколіссям береза повисла (Betula pendula), вільха чорна (Alnus glutinosa), сосна звичайна (Pinus sylvestris), осика (Populus tremula), а також чагарники та інша болотна рослинність. 
Заказник входить до складу водно-болотних угідь міжнародного значення, що охороняються Рамсарською конвенцією головним чином як середовища існування водоплавних птахів. Територія заказника – місце харчування рідкісного виду лелеки чорного (Ciconia nigra), що охороняється Червоною книгою України, а також міжнародними конвенціями й угодами.